# Laurel Hester
Laurel Anne Hester, född 15 augusti 1956, död 18 februari 2006, var en amerikansk polis och HBT-aktivist.
Hester tog examen i straffrätt och psykologi vid Stockton State Collage, nu Stockton University. Hester arbetade 23 år i Ocean County, New Jersey som polis åt bland annat den lokala åklagarmyndigheten.
1999 träffade Hester Stacie Andree och de bosatte sig i Point Pleasant, New Jersey, och registrerade sitt partnerskap den 28 oktober 2004. Vid den tiden var samkönade äktenskap inte lagligt i USA.
Hester blev uppmärksammad när hon, diagnostiserad med obotlig cancer, påbörjade kampen om att få partnern Stacie Andree att ärva hennes intjänade pension. I USA får heterosexuella gifta par den valmöjligheten, men detta gäller inte automatiskt homosexuella par. 
Hesters kamp om pensionsförmåner dokumenterades i Freeheld (2007), vinnaren av Oscar för bästa dokumentär (kortfilm) och långfilmen Freeheld (2015), där Hester porträtteras av Julianne Moore.